# Polina Kuznetsova
Polina Viktorovna Kuznetsova (Shopokov, 10 de junho de 1987) é uma handebolista profissional russa, que atua como ponta, campeã olímpica.

## Carreira
Polina Kuznetsovafez parte do elenco medalha de ouro na Rio 2016.